# Inspiración (tango)
Inspiración es un tango cuya música pertenece a Peregrino Paulos en tanto la letra, escrita años después, es de Luis Rubistein. Fue estrenado en 1918 y llevó inicialmente el nombre 6ª del R. 2, titulado así por Peregrino Pauls a pedido de su hermano menor Niels que deseaba homenajear a sus compañeros de servicio militar, pero a partir de 1922 en que fue grabado por Roberto Firpo, llevó el título, ya definitivo, de Inspiración.

## Los autores
Peregrino Paulos (Buenos Aires, Argentina, 1898 – ídem, 21 de noviembre de 1924) fue un violinista, compositor y director de orquesta de tango. Entre sus obras se recuerda especialmente la música de los tangos Inspiración y El distinguido ciudadano, con la particularidad de que el reconocimiento del mérito de los mismos y su difusión se produjeron años después de su fallecimiento.
Luis Rubistein, nombre artístico de Luis Moisés Rubistein (Buenos Aires, Argentina, 2 de julio de 1908 – ídem, 10 de agosto de 1954) fue un poeta y periodista dedicado al género del tango, autor de las letras de  Cadenas, Venganza, Noctámbulo, Carnaval de mi barrio, De antaño y Charlemos, entre otras.

## Historia
Inspiración fue estrenado por el conjunto dirigido por el bandoneonista Augusto Berto, que integraba Peregrino Paulos junto a Horacio Gomila y el pianista Domingo Fortunato, reemplazado luego por su hermano Niels. El estreno fue en 1918 en el café de Avenida de Mayo 899, que se llamó Café Gaulois y luego Bar Central, donde Berto actuaba desde 1914. El tango llevó inicialmente el nombre 6ª del R. 2, titulado así a pedido de Niels que deseaba homenajear a sus compañeros de servicio militar en la Sexta Compañía del Regimiento 2 de Infantería, pero a partir de 1922, en que fue grabado por Roberto Firpo, llevó el título, ya definitivo, de Inspiración.
Después de ser grabado en 1922, Inspiración cayó en el olvido hasta que, ya muerto su autor, lo reestrenó en 1929 Pedro Maffia con su orquesta que integraban, entre otros, Osvaldo Pugliese en piano y Elvino Vardaro en violín en el cabaré Pelikan Dancing de la calle Montevideo entre Corrientes y Sarmiento. Maffia lo grabó en 1930 y escaso tiempo después, a su pedido, Luis Rubistein le agregó la letra que en 1931 era grabada por primera vez en la voz de Agustín Magaldi.
En 1932 Inspiración  fue grabado por Libertad Lamarque, Alberto Gómez con la orquesta de Adolfo Carabelli  y Francisco Canaro; en 1943, lo registraron dos grandes orquestas en versiones de dos afamados arreglistas: de Miguel Caló  —arreglo de Osmar Maderna— y de Aníbal Troilo —arreglo de Astor Piazzolla—; desde entonces, ya convertido en un clásico, fue grabado en incontables versiones tanto en la Argentina como fuera de ella, como las de Carmen Cavallaro en Estados Unidos o la de Milva, con letra en italiano de Rondinella.